# رید مورانو
رید مورانو (انگلیسی: Reed Morano؛ زادهٔ ۱۵ آوریل ۱۹۷۷) فیلم‌بردار، و کارگردان اهل ایالات متحده آمریکا است.
از فیلم‌ها یا مجموعه‌های تلویزیونی که وی در آن‌ها نقش داشته است، می‌توان به چمن‌زار و سرگذشت ندیمه اشاره نمود.